# Giovanni Battista Zanchi
Giovanni Battista Zanchi (Pesaro, 1515 – 1586) è stato un militare, ingegnere e scrittore italiano.

## Biografia
Nato a Pesaro da una famiglia di origini bergamasche, fu capitano a comando di 12 000 fanti e 500 cavalieri per conto del duca di Parma e Piacenza Ottavio Farnese negli scontri con i protestanti in Germania. 
Tornato con onore in patria, servì nella guerra di Siena sotto il comando di Marcantonio Colonna, mentre nel 1561 venne chiamato a Cipro, dove servì in qualità di ingegnere con uno stipendio di 50 ducati al mese.
Zanchi scrisse alcuni trattati in cui documenta i suoi studi e osservazioni sul tema delle fortificazioni cittadine.

## Opere

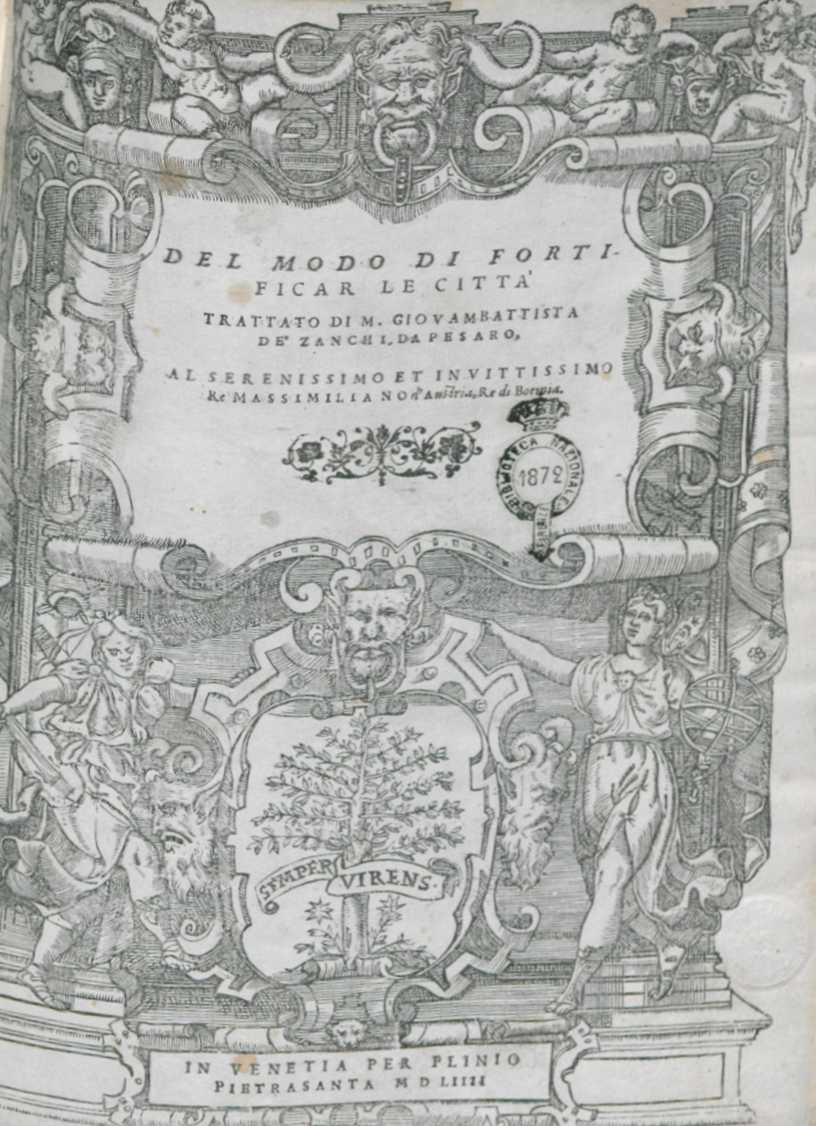
Del modo di fortificar le città, 1554

- Del modo di fortificar le città, Venezia, Plinio Pietrasanta, 1554.